# Kovács család (szegedi)
A Kovács család tagjai Szeged vállalkozói rétegének meghatározó tagjai már az 1900-as évek eleje óta. Az autószerelő dinasztiát Kováts István alapította meg, aki hentesként került először kapcsolatba gépjárművekkel.

## Kováts István

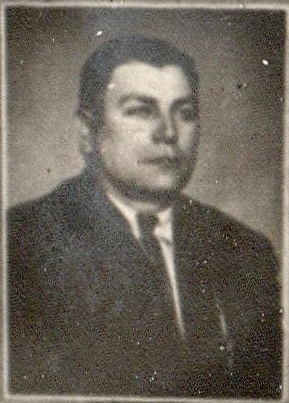
Kováts István egy archív képen

Kováts István 1889-ben született Oroszlámoson (ma Banatsko Arandelovo, Szerbia). 1916-ban Szegedre költözött munkát keresni. A költözés másik oka az volt, hogy Kováts úgy gondolta, kisebb eséllyel sorozzák be egy nagyvárosból, mint születési falujából.
Szegeden kitanulta a hentes és mészáros szakmát, s sikeres vállalkozó lett, 10 év után már hat húsbolttal és mészárszékkel rendelkezett. A szállításhoz személygépkocsit vásárolt, melyet áruszállításra alakított át, majd a benzinhiány hatására saját készítésű fagázgenerátorral látta el a gépjárművet.
A nagy gazdasági világválság hatására húsüzleteinek forgalma visszaesett, így családjával 1929-ben Budapestre költözött. Az üzlet azonban a fővárosban sem működött túl jól, így Kovátsék 1931-ben ismét visszaköltöztek Szegedre, ahol már csak a Kossuth Lajos utcában található hentesboltot tartották fenn.
A hentesbolt mellett Kováts István felépített egy szeszfőzdét is, majd a szesz és a hús megléte miatt vendéglőt is nyitott. Közben folyamatosan szerelte a saját gépjárműveit, illetve az akkor Szegeden meglévő mind a 8 gépjárművet. A szerelésbe besegített nagyobbik fia, István is.
A második világháború során Kováts István szerelési tapasztalatait a hadsereg hasznosította, az otthon maradt feleség az étteremben kifőzdét működtetett előbb a német, majd 1944. őszétől az oroszok számára.
Az oroszok bejövetele után Kováts Istvánt letartóztatták, s megvádolták a szerb partizánok elleni harccal és az újvidéki vérengzésben való részvétellel. Helyi kommunista vezetők tanúskodtak mellette, s kiderült, hogy Kováts az atrocitások idején Szegeden volt, így a vádat végül ejtették, de eközben a család nehéz körülmények között élt. István, a nagyobbik fiú látta el a család fő kenyérkeresőjének szerepét.
A II. világháború után a Kováts család vállalkozásait államosították, elvették tőlük a hentesboltot és vendéglőt, s Kováts a szeszfőzde és a kisüzem vezetőjeként dolgozott tovább. Az utóbbiak tulajdonosa is a magyar állam lett.
Az autószerelés a családi ház hátsó udvarába került, melyet egyre inkább átvett a legnagyobb fiú, István.
Kováts István 1956-ban hunyt el.

## Kovács István

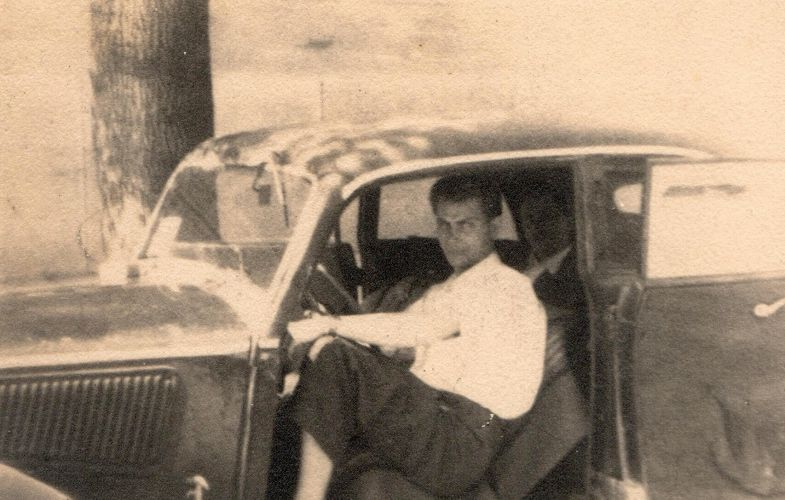
Kovács István egy archív képen

A legnagyobb fiú, Kovács István 1929-ben született. 4 évesen már kiskocsit állított össze, mellyel pénzkeresetként a helyi hulladéktelepre szállította a háznál fellelt lomokat. Kamaszként apja vállalkozásának járműveit szerelte, idővel egyre több ismerős is üzletfél is hozzá hordta a járműveit.
Amikor apja műszaki tudására máshol volt szükség a II. világháború alatt, István egy pékségben kapott munkát, ahol műszaki érzékének köszönhetően a gépeket szerelte.
A családi autószerviz 1953-ban nyitotta meg a kapuit a házuk udvarán. Közben 1956-ban elvégezte a Budapesti Műszaki Egyetem Gépészmérnöki Karát Szolnokon, majd 1962-ben autószerelő műhelyt nyitott.
Kovács István érdeklődése ekkor már a kocsik konstrukciós hibáinak javítása és új megoldások kidolgozása felé fordult, amelynek köszönhetően hamar hírnevet szerzett magának. Számos célgépet is feltalált, melyek egy idő után már nagyvállalati ügyfeleket is hoztak.
A Kovács autószerelő műhely a biztos anyagi alapok miatt hamar fejlődésnek indult, bővült az alkalmazottak száma, illetve számos gép került megvásárlásra. Az 1960-as évektől folyamatosan a helyiek egyik kedvenc és megbecsült autószerelő műhelyévé vált.

## Kovács László
Az 1944-ben született Kovács László, Kováts István második fia, rádióműszerészi és technikusi végzettséget szerzett, s az elektromos orvosi műszerek szakértőjeként dolgozott.
A családi üzlet hatására kitanulta az autóelektromosságot, a tudását az új technológiák (hifi, CD, DVD, hangrendszerek, stb.) megjelenésével folyamatosan tovább képezte. Bátyja, Kovács István műhelye mellett indította el saját kereskedését és műhelyét.

## Ifj. Kovács István
Ifj. Kovács István 1966-ban született Kovács István első fiaként, a Rózsa Ferenc szakközépiskolában tanulta ki az autószerelés alapjait. Nyári gyakorlatra az AFIT-be járt, míg Sárosi utcai szervizben dolgozott futóműállítóként és autószerelőként. Közben beiratkozott a győri Közlekedési és Távközlési Műszaki Főiskola autógépész szakára.
A főiskola elvégzése után még egy évig az AFIT-nél dolgozott, majd a Cserzy Mihály utcai autójavító műhelyben dolgozott munkafelvevőként.
A sikeres diplomáért édesapja egy felújított Porsche-val  ajándékozta meg, mely az akkori viszonyok között nagyon kiemelkedett a magyar átlagautósok járműparkjából. Ifj. Kovács István 1991-ben, a mestervizsgáját követő 1 éven belül el is adta az autót, majd a befolyt összegből és édesapja vállalkozói, illetve saját főiskolai ismeretségi körének segítségével saját vállalkozást indított.
Az autóalkatrész-kereskedés egyre nagyobb sikereket ért el, míg 1998-ban megalapították a Kovács Autóalkatrész Kft-t.
Ifj. Kovács István édesapja visszavonulásakor átvette annak műhelyét, ahol újjáépítették és bővítették az autószervizt. A kezdetben csak két beállással rendelkező szervizt nyolc beállásosra bővítették, fogadóépületet, várót és korszerűbb raktárt is kapott, illetve beindult a gumiszerviz és az autómosó is.
A Kft. a webáruháza elindításával további gazdasági eredményeket ért el, s más hasonló profilú vállalatokkal együtt Ifj. Kovács István megalakította az AutoGroup Hungary beszerzési társaságot is.
A vállalkozás 2014-ben elnyerte a minőségi kategória első helyezését Az Ország Boltja versenyen.